# Feuilles mortes (Debussy)
Pour un article plus général, voir Préludes de Debussy.
Pour les articles homonymes, voir Feuille morte (homonymie).
Feuilles mortes est le deuxième prélude du deuxième livre des Préludes pour piano de Claude Debussy. 

## Présentation
Feuilles mortes est composé entre 1911 et 1912, et créé à Paris le 5 mars 1913 à la salle Érard, par le compositeur au piano. L'œuvre est également donnée au sein du cycle complet du deuxième livre des Préludes, le 12 juin 1913 à Londres, au Aeolian Hall, par Walter Rummel.
La partition est publiée par Durand en 1913.

## Analyse et commentaires
Feuilles mortes, d'une durée moyenne d'exécution comprise généralement entre deux et quatre minutes environ, est en ut dièse mineur, « lent et mélancolique », à 
.
C'est « une rêverie d'automne, dont les harmonies voluptueuses et le rythme engourdi ne sont pas sans rappeler Les sons et les parfums... du premier livre ».
Pour Harry Halbreich, la pièce est « encore un des suprêmes chefs-d'œuvre de Debussy ». Harmoniquement, « tout repose ici sur l'accord initial, typiquement ravélien, de sixte et quinte avec fondamentale rehaussée ». Quant à la structure tonale, elle s'articule « autour d'une forme ternaire rigoureusement classique, avec un milieu axé sur la dominante et la sous-dominante du ton principal ». Dans l'écriture, Éric Lebrun relève que la partition « explore avec gourmandise et nostalgie les deux premiers modes à transposition limitée (gamme par tons et mode de Bertha) ».
Pour Alfred Cortot, le morceau évoque « le mol et lent tournoiement des feuilles mortes qui se posent sans bruit sur le sol ; la splendeur mélancolique d'un couchant automnal qui semble porter en lui toutes les émotions d'un long et triste adieu ».
Dans le catalogue des œuvres du compositeur établi par le musicologue François Lesure, Feuilles mortes porte le numéro L 131 (123) no 2.

## Discographie sélective
- Debussy : Piano works Vol. 4, François-Joël Thiollier (piano), Naxos 8.553293, 1998[8].
- Debussy: Préludes, Steven Osborne (piano), Hyperion Records CDA 67530, 2006[9].
- Debussy : Complete Works for Piano, Volume 1, Jean-Efflam Bavouzet (piano), Chandos Records CHAN 10421, 2007[10].
- Debussy : The Solo Piano Works, Noriko Ogawa (piano), BIS Records CD 1955/56, 2012[11].
- Claude Debussy : The complete works, CD 4, Yuri Egorov (piano), Warner Classics, 2018[12].